# Campeonato de Primera División 1946 (Argentina)
El Campeonato de Primera División 1946 fue la decimosexta temporada y el decimoctavo torneo de la era profesional de la Primera División de Argentina, y el único organizado por la Asociación del Fútbol Argentino en esa temporada. Se desarrolló entre el 21 de abril y el 8 de diciembre, en dos ruedas de todos contra todos.
El campeón fue el Club Atlético San Lorenzo de Almagro, que se consagró en la última fecha.
El Club Ferro Carril Oeste descendió a la Segunda División, al ocupar el último puesto en la tabla de posiciones final.

## Ascensos y descensos
| Pos | Equipo ascendido |
| --- | ---------------- |
| 1.º | Tigre            |

| Pos  | Equipo descendido en la temporada 1945 |
| ---- | -------------------------------------- |
| 16.º | Gimnasia y Esgrima (LP)                |

## Equipos
| Equipo             | Ciudad       |
| ------------------ | ------------ |
| Atlanta            | Buenos Aires |
| Boca Juniors       | Buenos Aires |
| Chacarita Juniors  | Villa Maipú  |
| Estudiantes        | La Plata     |
| Ferro Carril Oeste | Buenos Aires |
| Huracán            | Buenos Aires |
| Independiente      | Avellaneda   |
| Lanús              | Lanús        |
| Newell's Old Boys  | Rosario      |
| Platense           | Buenos Aires |
| Racing Club        | Avellaneda   |
| River Plate        | Buenos Aires |
| Rosario Central    | Rosario      |
| San Lorenzo        | Buenos Aires |
| Tigre              | Victoria     |
| Vélez Sarsfield    | Buenos Aires |

### Distribución geográfica de los equipos
| Región                 | Cant. | Equipos                                                                                                  |
| ---------------------- | ----- | --- |
| Ciudad de Buenos Aires | 7     | Atlanta, Boca Juniors, Ferro Carril Oeste, Huracán, Platense, River Plate, San Lorenzo y Vélez Sarsfield |
| Conurbano bonaerense   | 5     | Chacarita Juniors, Independiente, Lanús, Racing Club y Tigre                                             |
| Ciudad de Rosario      | 2     | Newell's Old Boys y Rosario Central                                                                      |
| Ciudad de La Plata     | 1     | Estudiantes                                                                                              |

## Tabla de posiciones final
| Pos. | Equipo             | Pts. | PJ | PG | PE | PP | GF | GC | Dif. |
| ---- | ------------------ | ---- | -- | -- | -- | -- | -- | -- | ---- |
| 1.º  | San Lorenzo        | 46   | 30 | 20 | 6  | 4  | 90 | 37 | 53   |
| 2.º  | Boca Juniors       | 42   | 30 | 19 | 4  | 7  | 68 | 38 | 30   |
| 3.º  | River Plate        | 41   | 30 | 17 | 7  | 6  | 59 | 34 | 25   |
| 4.º  | Racing Club        | 39   | 30 | 18 | 3  | 9  | 69 | 48 | 21   |
| 5.º  | Estudiantes (LP)   | 34   | 30 | 16 | 2  | 12 | 61 | 51 | 10   |
| 6.º  | Independiente      | 34   | 30 | 13 | 8  | 9  | 56 | 53 | 3    |
| 7.º  | Rosario Central    | 29   | 30 | 13 | 3  | 14 | 69 | 72 | −3   |
| 8.º  | Platense           | 28   | 30 | 10 | 8  | 12 | 48 | 47 | 1    |
| 9.º  | Huracán            | 28   | 30 | 12 | 4  | 14 | 57 | 68 | −11  |
| 10.º | Newell's Old Boys  | 27   | 30 | 10 | 7  | 13 | 51 | 44 | 7    |
| 11.º | Vélez Sarsfield    | 26   | 30 | 11 | 4  | 15 | 52 | 62 | −10  |
| 12.º | Lanús              | 26   | 30 | 8  | 10 | 12 | 55 | 70 | −15  |
| 13.º | Chacarita Juniors  | 24   | 30 | 11 | 2  | 17 | 52 | 62 | −10  |
| 14.º | Tigre              | 21   | 30 | 8  | 5  | 17 | 55 | 81 | −26  |
| 15.º | Atlanta            | 20   | 30 | 7  | 6  | 17 | 51 | 82 | −31  |
| 16.º | Ferro Carril Oeste | 15   | 30 | 6  | 3  | 21 | 29 | 73 | −44  |

|  | Campeón.                         |
|  | Descendió a la segunda división. |

## Resultados
| Fecha 1 [Apr 21]: - Boca Juniors 2:2 Atlanta - Ferro Carril Oeste 0:6 Vélez Sarsfield - Huracán 0:1 Chacarita Juniors - Independiente 0:2 Estudiantes de La Plata - Lanús 0:1 Racing Club - River Plate 2:1 Newell's Old Boys - Rosario Central 2:2 Platense - Tigre 1:3 San Lorenzo de Almagro Fecha 2 [May 5]: - Chacarita Juniors 3:1 Atlanta - Estudiantes de La Plata 2:3 Rosario Central - Ferro Carril Oeste 0:4 Boca Juniors - Newell's Old Boys 1:1 Lanús - Platense 1:4 River Plate - Racing Club 3:2 Huracán - San Lorenzo de Almagro 3:3 Independiente - Vélez Sarsfield 5:2 Tigre Fecha 3 [May 12]: - Atlanta 1:0 Racing Club - Boca Juniors 5:2 Chacarita Juniors - Huracán 1:1 Newell's Old Boys - Independiente 4:1 Vélez Sarsfield - Lanús 0:3 Platense - River Plate 3:1 Estudiantes de La Plata - Rosario Central 1:4 San Lorenzo de Almagro - Tigre 1:0 Ferro Carril Oeste Fecha 4 [May 19]: - Estudiantes de La Plata 4:3 Lanús - Ferro Carril Oeste 0:0 Independiente - Newell's Old Boys 4:0 Atlanta - Platense 3:1 Huracán - Racing Club 4:1 Chacarita Juniors - San Lorenzo de Almagro 1:1 River Plate - Tigre 0:3 Boca Juniors - Vélez Sarsfield 3:0 Rosario Central Fecha 5 [May 26]: - Atlanta 5:2 Platense - Boca Juniors 4:1 Racing Club - Chacarita Juniors 1:0 Newell's Old Boys - Huracán 3:1 Estudiantes de La Plata - Independiente 4:1 Tigre - Lanús 1:0 San Lorenzo de Almagro - River Plate 2:1 Vélez Sarsfield - Rosario Central 1:1 Ferro Carril Oeste Fecha 6 [Jun 2]: - Estudiantes de La Plata 2:2 Atlanta - Ferro Carril Oeste 1:0 River Plate - Independiente 1:0 Boca Juniors - Newell's Old Boys 3:1 Racing Club - Platense 2:0 Chacarita Juniors - San Lorenzo de Almagro 2:3 Huracán - Tigre 2:3 Rosario Central - Vélez Sarsfield 1:1 Lanús Fecha 7 [Jun 9]: - Atlanta 1:3 San Lorenzo de Almagro - Boca Juniors 2:1 Newell's Old Boys - Chacarita Juniors 4:1 Estudiantes de La Plata - Huracán 3:0 Vélez Sarsfield - Lanús 2:1 Ferro Carril Oeste - Racing Club 1:1 Platense - River Plate 1:1 Tigre - Rosario Central 6:0 Independiente Fecha 8 [Jun 16]: - Estudiantes de La Plata 1:0 Racing Club - Ferro Carril Oeste 1:2 Huracán - Independiente 2:1 River Plate - Platense 1:1 Newell's Old Boys - Rosario Central 3:0 Boca Juniors - San Lorenzo de Almagro 4:2 Chacarita Juniors - Tigre 6:3 Lanús - Vélez Sarsfield 3:1 Atlanta Fecha 9 [Jun 23]: - Atlanta 3:2 Ferro Carril Oeste - Boca Juniors 1:0 Platense - Chacarita Juniors 3:1 Vélez Sarsfield - Huracán 3:3 Tigre - Lanús 1:1 Independiente - Newell's Old Boys 2:0 Estudiantes de La Plata - Racing Club 2:2 San Lorenzo de Almagro - River Plate 3:1 Rosario Central Fecha 10 [Jun 30]: - Estudiantes de La Plata 1:0 Platense - Ferro Carril Oeste 0:1 Chacarita Juniors - Independiente 4:3 Huracán - River Plate 2:0 Boca Juniors - Rosario Central 1:1 Lanús - San Lorenzo de Almagro 2:1 Newell's Old Boys - Tigre 5:2 Atlanta - Vélez Sarsfield 1:2 Racing Club Fecha 11 [Jul 14]: - Atlanta 4:2 Independiente - Boca Juniors 3:0 Estudiantes de La Plata - Chacarita Juniors 5:3 Tigre - Huracán 5:2 Rosario Central - Lanús 0:0 River Plate - Newell's Old Boys 4:0 Vélez Sarsfield - Platense 0:0 San Lorenzo de Almagro - Racing Club 4:2 Ferro Carril Oeste Fecha 12 [Jul 21]: - Ferro Carril Oeste 1:1 Newell's Old Boys - Independiente 3:2 Chacarita Juniors - Lanús 4:2 Boca Juniors - River Plate 3:1 Huracán - Rosario Central 4:3 Atlanta - San Lorenzo de Almagro 4:1 Estudiantes de La Plata - Tigre 3:4 Racing Club - Vélez Sarsfield 1:1 Platense Fecha 13 [Jul 28]: - Atlanta 1:5 River Plate - Boca Juniors 2:1 San Lorenzo de Almagro - Chacarita Juniors 2:1 Rosario Central - Estudiantes de La Plata 6:2 Vélez Sarsfield - Huracán 3:2 Lanús - Newell's Old Boys 4:1 Tigre - Platense 0:1 Ferro Carril Oeste - Racing Club 1:3 Independiente Fecha 14: [Aug 4 y 11] - Rosario Central 1:3 Racing Club - Ferro Carril Oeste 0:3 Estudiantes de La Plata - Huracán 2:3 Boca Juniors - Independiente 0:0 Newell's Old Boys - Lanús 5:3 Atlanta - River Plate 2:1 Chacarita Juniors - Tigre 2:0 Platense - Vélez Sarsfield 0:5 San Lorenzo de Almagro Fecha 15 [Aug 18]: - Atlanta 5:4 Huracán - Boca Juniors 3:0 Vélez Sarsfield - Chacarita Juniors 4:1 Lanús - Estudiantes de La Plata 5:0 Tigre - Newell's Old Boys 3:2 Rosario Central - Platense 1:1 Independiente - Racing Club 1:1 River Plate - San Lorenzo de Almagro 4:2 Ferro Carril Oeste | Fecha 16 [Aug 25]: - Atlanta 0:1 Boca Juniors - Chacarita Juniors 0:2 Huracán - Estudiantes de La Plata 2:3 Independiente - Newell's Old Boys 0:1 River Plate - Platense 1:0 Rosario Central - Racing Club 5:1 Lanús - San Lorenzo de Almagro 2:0 Tigre - Vélez Sarsfield 0:2 Ferro Carril Oeste Fecha 17 [Sep 1]: - Atlanta 1:1 Chacarita Juniors - Boca Juniors 6:0 Ferro Carril Oeste - Huracán 1:2 Racing Club - Independiente 1:2 San Lorenzo de Almagro - Lanús 1:1 Newell's Old Boys - River Plate 3:2 Platense - Rosario Central 4:0 Estudiantes de La Plata - Tigre 0:2 Vélez Sarsfield Fecha 18: [Sep 8] - Chacarita Juniors 1:2 Boca Juniors - Estudiantes de La Plata 0:1 River Plate - Ferro Carril Oeste 0:1 Tigre - Newell's Old Boys 4:0 Huracán - Platense 6:3 Lanús - Racing Club 3:0 Atlanta - San Lorenzo de Almagro 7:0 Rosario Central - Vélez Sarsfield 0:0 Independiente Fecha 19 [Sep 15]: - Atlanta 1:2 Newell's Old Boys - Boca Juniors 5:3 Tigre - Chacarita Juniors 1:3 Racing Club - Huracán 3:0 Platense - Independiente 3:0 Ferro Carril Oeste - Lanús 3:4 Estudiantes de La Plata - River Plate 1:1 San Lorenzo de Almagro - Rosario Central 2:0 Vélez Sarsfield Fecha 20: [Sep 22] - Estudiantes de La Plata 5:1 Huracán - Ferro Carril Oeste 1:4 Rosario Central - Newell's Old Boys 2:0 Chacarita Juniors - Platense 2:2 Atlanta - Racing Club 4:1 Boca Juniors - San Lorenzo de Almagro 5:1 Lanús - Tigre 2:4 Independiente - Vélez Sarsfield 2:1 River Plate Fecha 21 [Sep 29]: - Atlanta 1:2 Estudiantes de La Plata - Boca Juniors 2:1 Independiente - Chacarita Juniors 1:0 Platense - Huracán 0:2 San Lorenzo de Almagro - Lanús 2:1 Vélez Sarsfield - Racing Club 2:0 Newell's Old Boys - River Plate 4:1 Ferro Carril Oeste - Rosario Central 2:5 Tigre Fecha 22 [Oct 6]: - Estudiantes de La Plata 3:2 Chacarita Juniors - Ferro Carril Oeste 5:2 Lanús - Independiente 4:2 Rosario Central - Newell's Old Boys 1:4 Boca Juniors - Platense 1:2 Racing Club - San Lorenzo de Almagro 6:1 Atlanta - Tigre 1:1 River Plate - Vélez Sarsfield 4:0 Huracán Fecha 23 [Oct 13]: - Atlanta 2:2 Vélez Sarsfield - Boca Juniors 2:0 Rosario Central - Chacarita Juniors 3:4 San Lorenzo de Almagro - Huracán 2:1 Ferro Carril Oeste - Lanús 2:0 Tigre - Newell's Old Boys 1:2 Platense - Racing Club 0:1 Estudiantes de La Plata - River Plate 2:0 Independiente Fecha 24 [Oct 20]: - Estudiantes de La Plata 4:1 Newell's Old Boys - Ferro Carril Oeste 3:0 Atlanta - Independiente 2:2 Lanús - Platense 0:0 Boca Juniors - Rosario Central 3:1 River Plate - San Lorenzo de Almagro 5:0 Racing Club - Tigre 2:2 Huracán - Vélez Sarsfield 4:1 Chacarita Juniors Fecha 25: [Oct 27] - Atlanta 3:2 Tigre - Boca Juniors 2:0 River Plate - Chacarita Juniors 1:2 Ferro Carril Oeste - Huracán 4:1 Independiente - Rosario Central - Newell's Old Boys 2:3 San Lorenzo de Almagro - Platense 1:0 Estudiantes de La Plata - Racing Club 5:1 Vélez Sarsfield Fecha 26 [Nov 10]: - Estudiantes de La Plata 4:1 Boca Juniors - Ferro Carril Oeste 0:3 Racing Club - Independiente 3:1 Atlanta - River Plate 1:2 Lanús - Rosario Central 5:0 Huracán - San Lorenzo de Almagro 5:1 Platense - Tigre 3:1 Chacarita Juniors - Vélez Sarsfield 5:2 Newell's Old Boys Fecha 27 [Nov 17]: - Atlanta 3:1 Rosario Central - Boca Juniors 1:1 Lanús - Chacarita Juniors 3:1 Independiente - Estudiantes de La Plata 2:1 San Lorenzo de Almagro - Huracán 2:2 River Plate - Newell's Old Boys 5:0 Ferro Carril Oeste - Platense 3:2 Vélez Sarsfield - Racing Club 5:2 Tigre Fecha 28: [Nov 23 y 24] - Rosario Central 3:2 Chacarita Juniors - Ferro Carril Oeste 0:4 Platense - Independiente 0:2 Racing Club - Lanús 2:3 Huracán - River Plate 6:1 Atlanta - San Lorenzo de Almagro 2:2 Boca Juniors - Tigre 2:0 Newell's Old Boys - Vélez Sarsfield 1:0 Estudiantes de La Plata Fecha 29: [Nov 30] y [Dec 1] - Estudiantes de La Plata 3:1 Ferro Carril Oeste - Atlanta 1:1 Lanús - Boca Juniors 4:0 Huracán - Chacarita Juniors 2:3 River Plate - Newell's Old Boys 1:1 Independiente - Platense 6:0 Tigre - Racing Club 4:6 Rosario Central - San Lorenzo de Almagro 4:1 Vélez Sarsfield Fecha 30 [Dec 8]: - Huracán 1:0 Atlanta - Vélez Sarsfield 2:1 Boca Juniors - Lanús 1:1 Chacarita Juniors - Tigre 1:1 Estudiantes de La Plata - Rosario Central 3:2 Newell's Old Boys - Independiente 4:2 Platense - River Plate 2:1 Racing Club - Ferro Carril Oeste 1 [Cacheiro] 3 San Lorenzo de Almagro [Martino 21, Pontoni 55, Silva 88] |

## Descensos y ascensos
Ferro Carril Oeste descendió a Segunda División, siendo reemplazado por Banfield (campeón de Primera B, 1946), para el Campeonato de 1947.

## Goleadores
| Jugador              | Jugador                | Goles | Equipo          |
| -------------------- | ---------------------- | ----- | --------------- |
| Bandera de Argentina | Mario Boyé             | 24    | Boca Juniors    |
| Bandera de Argentina | Camilo Rodolfo Cervino | 23    | Independiente   |
| Bandera de Argentina | Federico Geronis       | 22    | Rosario Central |
| Bandera de Argentina | Rubén Bravo            | 21    | Racing Club     |
| Bandera de Argentina | René Pontoni           | 20    | San Lorenzo     |

## Copas nacionales
Junto con la temporada se jugó la tercera y última Copa de Competencia Británica, ganada por el Club Atlético Boca Juniors.